# Confession (album)
Pour les articles homonymes, voir Confession (homonymie).
 (septembre 2017).
Si vous disposez d'ouvrages ou d'articles de référence ou si vous connaissez des sites web de qualité traitant du thème abordé ici, merci de compléter l'article en donnant les références utiles à sa vérifiabilité et en les liant à la section « Notes et références ».
Albums de Ill Niño
Revolution Revolución
(2001) One Nation Underground
(2005)
Singles
1. How Can I Live
Sortie : Septembre 2003
2. This Time's for Real
Sortie : 2004
3. Cleansing
Sortie : 2005

Confession est le deuxième album du groupe de nu et latin metal américain Ill Niño, sorti en 2003.

## Présentation
Confession est le dernier album à présenter Marc Rizzo, qui quitte le groupe pendant l'enregistrement pour rejoindre Soulfly. C'est, également, le premier dans lequel se produit Ahrue Luster (en), guitariste et ancien membre de Machine Head.
Cet opus est plus lisse, plus mélodique et moins percutant que le précédent[réf. nécessaire]. Les passages anglais-espagnols se font plus rares. Il s'agit d'un album qui vise un public plus large et qui est confirmé dans son succès par la présence du single How Can I Live sur la bande originale du film Freddy vs. Jason.
L'album entre dans le classement du Billboard 200 en 37e position avec des ventes approchant les 28 000 exemplaires, la première semaine d'exploitation.

## Liste des titres
Toutes les paroles sont écrites par Cristian Machado, toute la musique est composée par Ill Niño.
| 1.    | Te Amo... I Hate You                                | 3:33 |
| 2.    | How Can I Live                                      | 3:17 |
| 3.    | Two (Vaya con Dios)                                 | 3:24 |
| 4.    | Unframed                                            | 3:23 |
| 5.    | Cleansing                                           | 3:45 |
| 6.    | This Time's for Real                                | 3:27 |
| 7.    | Lifeless... Life...                                 | 2:49 |
| 8.    | Numb                                                | 4:06 |
| 9.    | Have You Ever Felt?                                 | 3:18 |
| 10.   | When It Cuts                                        | 2:47 |
| 11.   | Letting Go                                          | 3:19 |
| 12.   | All the Right Words                                 | 4:08 |
| 13.   | Re-Birth                                            | 2:53 |
| 14.   | How Can I Live / Como Puedo Vivir (Spanish version) | 3:08 |
|       | 'Vidéo supplémentaire'                              |      |
|       | How Can I Live                                      |      |
| 47:17 |                                                     |      |

| Titre bonus - Édition Japon (Roadrunner Records, 6 octobre 2003) | Titre bonus - Édition Japon (Roadrunner Records, 6 octobre 2003) | Titre bonus - Édition Japon (Roadrunner Records, 6 octobre 2003) | Titre bonus - Édition Japon (Roadrunner Records, 6 octobre 2003) | Titre bonus - Édition Japon (Roadrunner Records, 6 octobre 2003) | Titre bonus - Édition Japon (Roadrunner Records, 6 octobre 2003) | Titre bonus - Édition Japon (Roadrunner Records, 6 octobre 2003) | Titre bonus - Édition Japon (Roadrunner Records, 6 octobre 2003) | Titre bonus - Édition Japon (Roadrunner Records, 6 octobre 2003) | Titre bonus - Édition Japon (Roadrunner Records, 6 octobre 2003) |
| No                                                               | Titre                                                            | Durée                                                            |                                                                  |                                                                  |                                                                  |                                                                  |                                                                  |                                                                  |                                                                  |
| ---------------------------------------------------------------- | ---------------------------------------------------------------- | ---------------------------------------------------------------- | ---------------------------------------------------------------- | ---------------------------------------------------------------- | ---------------------------------------------------------------- | ---------------------------------------------------------------- | ---------------------------------------------------------------- | ---------------------------------------------------------------- | ---------------------------------------------------------------- |
| 15.                                                              | Someone or Something                                             | 3:06                                                             |                                                                  |                                                                  |                                                                  |                                                                  |                                                                  |                                                                  |                                                                  |
| 50:23                                                            |                                                                  |                                                                  |                                                                  |                                                                  |                                                                  |                                                                  |                                                                  |                                                                  |                                                                  |

| Titres bonus - Édition limitée "Enhanced" France et Benelux (Roadrunner Records, 30 septembre 2003) | Titres bonus - Édition limitée "Enhanced" France et Benelux (Roadrunner Records, 30 septembre 2003) | Titres bonus - Édition limitée "Enhanced" France et Benelux (Roadrunner Records, 30 septembre 2003) | Titres bonus - Édition limitée "Enhanced" France et Benelux (Roadrunner Records, 30 septembre 2003) | Titres bonus - Édition limitée "Enhanced" France et Benelux (Roadrunner Records, 30 septembre 2003) | Titres bonus - Édition limitée "Enhanced" France et Benelux (Roadrunner Records, 30 septembre 2003) | Titres bonus - Édition limitée "Enhanced" France et Benelux (Roadrunner Records, 30 septembre 2003) | Titres bonus - Édition limitée "Enhanced" France et Benelux (Roadrunner Records, 30 septembre 2003) | Titres bonus - Édition limitée "Enhanced" France et Benelux (Roadrunner Records, 30 septembre 2003) | Titres bonus - Édition limitée "Enhanced" France et Benelux (Roadrunner Records, 30 septembre 2003) |
| No                                                                                                  | Titre                                                                                               | Durée                                                                                               | | | | | | | |
| --------------------------------------------------------------------------------------------------- | --------------------------------------------------------------------------------------------------- | --------------------------------------------------------------------------------------------------- | --------------------------------------------------------------------------------------------------- | --------------------------------------------------------------------------------------------------- | --------------------------------------------------------------------------------------------------- | --------------------------------------------------------------------------------------------------- | --------------------------------------------------------------------------------------------------- | --------------------------------------------------------------------------------------------------- | --------------------------------------------------------------------------------------------------- |
| 15.                                                                                                 | How Can I Live (Single Mix)                                                                         | 3:03                                                                                                | | | | | | | |
| 16.                                                                                                 | I'll Find A Way                                                                                     | 3:59                                                                                                | | | | | | | |
| 17.                                                                                                 | Someone or Something                                                                                | 3:08                                                                                                | | | | | | | |
| 57:27                                                                                               | | | | | | | | | |

| Titres bonus - Édition sur support numérique (Roadrunner Records, 22 septembre 2003), | Titres bonus - Édition sur support numérique (Roadrunner Records, 22 septembre 2003), | Titres bonus - Édition sur support numérique (Roadrunner Records, 22 septembre 2003), | Titres bonus - Édition sur support numérique (Roadrunner Records, 22 septembre 2003), | Titres bonus - Édition sur support numérique (Roadrunner Records, 22 septembre 2003), | Titres bonus - Édition sur support numérique (Roadrunner Records, 22 septembre 2003), | Titres bonus - Édition sur support numérique (Roadrunner Records, 22 septembre 2003), | Titres bonus - Édition sur support numérique (Roadrunner Records, 22 septembre 2003), | Titres bonus - Édition sur support numérique (Roadrunner Records, 22 septembre 2003), | Titres bonus - Édition sur support numérique (Roadrunner Records, 22 septembre 2003), |
| No                                                                                    | Titre                                                                                 | Durée                                                                                 |                                                                                       |                                                                                       |                                                                                       |                                                                                       |                                                                                       |                                                                                       |                                                                                       |
| ------------------------------------------------------------------------------------- | ------------------------------------------------------------------------------------- | ------------------------------------------------------------------------------------- | ------------------------------------------------------------------------------------- | ------------------------------------------------------------------------------------- | ------------------------------------------------------------------------------------- | ------------------------------------------------------------------------------------- | ------------------------------------------------------------------------------------- | ------------------------------------------------------------------------------------- | ------------------------------------------------------------------------------------- |
| 15.                                                                                   | Make Me Feel                                                                          | 3:08                                                                                  |                                                                                       |                                                                                       |                                                                                       |                                                                                       |                                                                                       |                                                                                       |                                                                                       |
| 16.                                                                                   | Clear                                                                                 | 3:59                                                                                  |                                                                                       |                                                                                       |                                                                                       |                                                                                       |                                                                                       |                                                                                       |                                                                                       |
| 17.                                                                                   | Forever                                                                               | 3:09                                                                                  |                                                                                       |                                                                                       |                                                                                       |                                                                                       |                                                                                       |                                                                                       |                                                                                       |
| 57:33                                                                                 |                                                                                       |                                                                                       |                                                                                       |                                                                                       |                                                                                       |                                                                                       |                                                                                       |                                                                                       |                                                                                       |

## Crédits
| - Cristian Machado : chant - Laz Pina : basse - Dave Chavarri : batterie - Ahrue Luster, Jardel Paisante : guitares - Danny Couto : percussions - Marc Rizzo : guitare acoustique, guitare - Omar Clavijo : claviers, turntablism - Bob Marlette : piano (additionnel) - Joe Rodriguez : percussions (additionnel) - Mikey Doling : guitare (additionnel) - Max Illidge : chant (additionnel) | - Production : Bob Marlette, Dave Chavarri - Coproduction : Cristian Machado, Dave Chavarri - Mastering : Ted Jensen - Mixage : Michael Barbiero, Jay Baumgardner - Ingénierie : Dan Korneff - Ingénierie (additionnel) : Bob Marlette, Mike Koch, Sid Riggs - Ingénierie (assistant) : John Bender, Julian Joyce - Programmation : Omar Clavijo - Direction de la création – Lynda Kusnetz - Édition (Pro Tools, digital) : Dan Korneff, Sid Riggs - Édition (additionnelle) : Jerry Farley - Management : Murray Richman - Photographie : Myrian Santos-Kayda - Artwork, design : Morning Breath Inc. - A&R : Mike Gitter |